# Yannick Jadot
Yannick Jadot (Clacy-et-Thierret, 27 de julio de 1967) es un político y ecologista francés diputado del Parlamento Europeo desde  2009. Fue candidato por Europa Ecología Los Verdes en las elecciones presidenciales de Francia de 2022.

## Biografía
Yannick Jadot nació el 27 de julio de 1967 en la comuna de Clacy-et-Thierret. Como ambientalista y humanitario, coordinó las acciones de Greenpeace en Francia entre 2002 y 2008, pero también dirigió la Alianza por el planeta y fue uno de los promotores en el Acuerdo Grenelle Environnement de 2008.

## Carrera política
En 2009 anunció que dejaba su empleo en Greenpeace para liderar la lista de Europe Écologie en la circunscripción occidental antes de las elecciones europeas de 2009. Su lista ganó un 16,65% de los votos y fue elegido miembro del Parlamento Europeo. Fue reelegido eurodiputado por la circunscripción francesa Oeste, en las elecciones europeas de 2014 y en las elecciones de 2019.
En 2016 fue seleccionado por Europa Ecología Los Verdes para presentarse como su candidato en las elecciones presidenciales francesas de 2017 después de vencer a su compañera eurodiputada Michèle Rivasi en la votación primaria. Jadot consiguió 496 patrocinios, pero, justo antes de la apertura del período de recogida de firmas, anunció que retiraría su candidatura y respaldó al candidato socialista Benoît Hamon, habiendo acordado una plataforma común; su alianza fue consumada cuando los votantes de las primarias de EELV aprobaron el acuerdo el 26 de febrero de 2017.
En 2021 gana las primarias como candidato del Polo Ecologista en las elecciones presidenciales francesas de 2022 frente a Sandrine Rousseau. En diciembre de 2021 la diputada Delphine Batho antigua rival en las primarias es elegida portavoz de la campaña del candidato sustituyendo a Matthieu Orphelin acusado de violación y agresiones sexuales y destituido el 27 de noviembre.